# 新广场 (日内瓦)

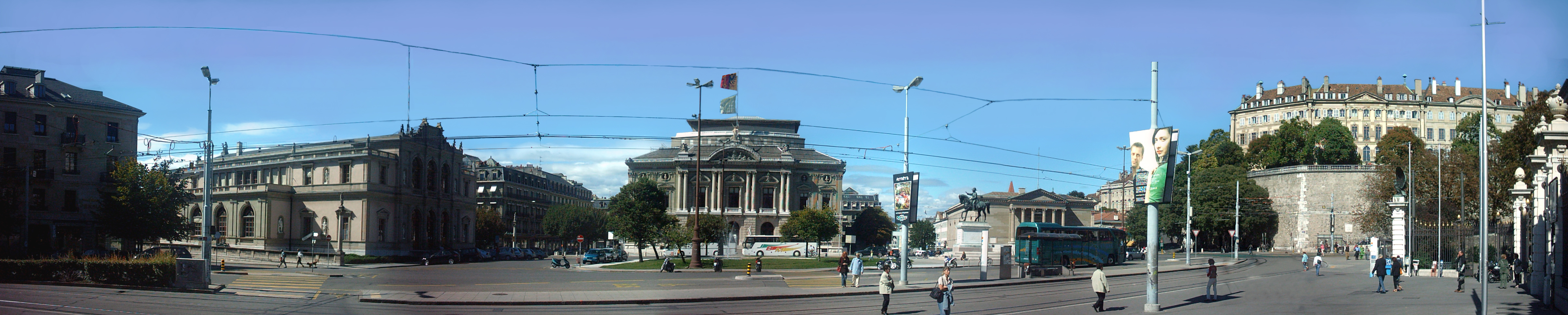
新广场全景：日内瓦音乐学院、大剧院、拉特博物馆和堡垒公园大门。

46°12′3.41″N 6°8′36.51″E / 46.2009472°N 6.1434750°E新广场（法語：Place Neuve）是瑞士日内瓦的一个主要广场，得名于一个古城门的名称。 

## 新门

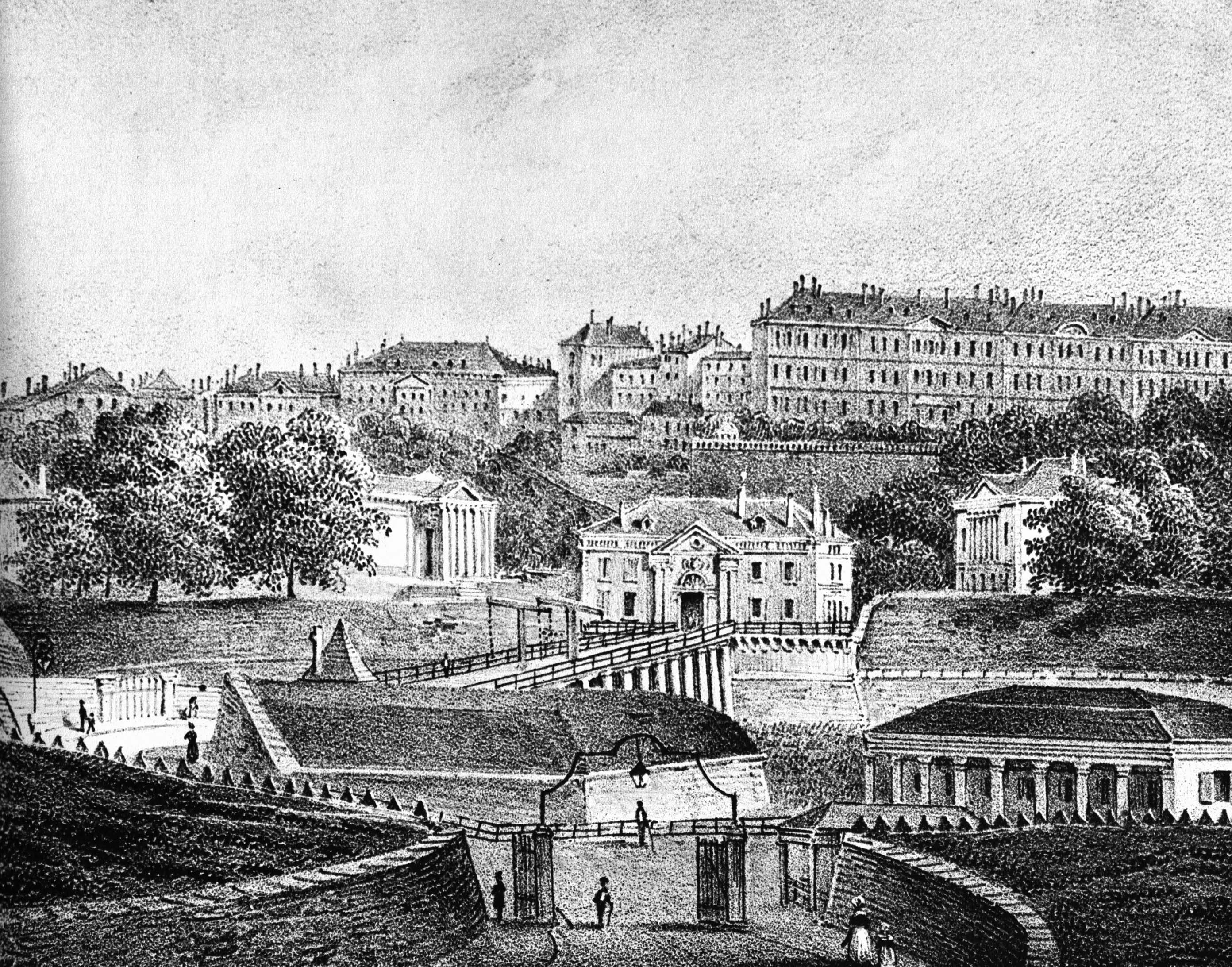
1825年的新门（中心），左为拉特博物馆，右为剧院

现在的广场位于中世纪老城的新门的位置上。此城门建于1564年，以取代圣莱热门和圣安东尼门。1740年，新门重建，前设吊桥。杜福尔将军曾在此办公。1853年拆除城门，原址改设杜福尔将军塑像。

## 广场
该广场为日内瓦的文化圣地，因为在此有1858年设此的日内瓦音乐学院、1879年10月2日开幕的日内瓦大剧院以及建于1824年的拉特博物馆。

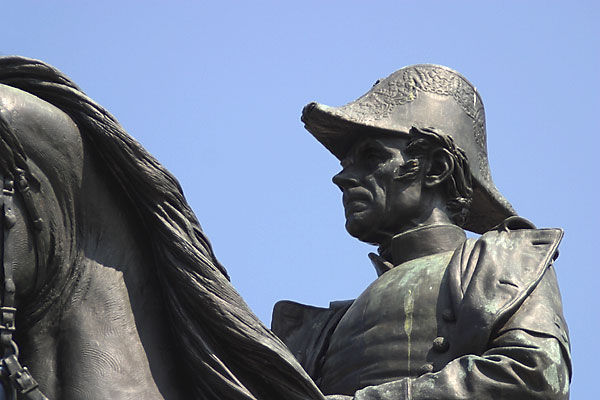
杜福尔将军塑像

广场的中心竖立着瑞士民族英雄杜福尔将军的骑马雕像。
毗邻广场的堡垒公园是该市第一个植物园，现在是附近的日内瓦大学的校园。1862年6月19日，该广场也是日内瓦第一班电车的终点站，今天，仍有几条公共交通线路经过此广场。
1997年，一项包括修建地下停车场在内的重建项目，遭到民众投票否决。